# 北高棉人
北高棉人，或稱高棉裔泰國人，是指土生於泰國北部和東北部依善地區的高棉人，他們是高棉帝國統治泰國時代的高棉人的後裔。隨著十三世紀素可泰王國建國和18世紀暹羅合併素輦府，他們被逐漸泰化為泰國人。
雖然他們是少數民族，北高棉人仍保持他們的一些高棉人的身份特點，實踐高棉形式上座部佛教和說一種高棉語方言。由於泰化政策的制定和泰國政府鼓勵，在公立學校泰語教學使很多年輕一代更多使用泰語作為溝通的媒介。然而，在最近對高棉的語言和文化產生新興趣，導致自1958年以來的高棉語人口使用量增加兩倍。